# Конституция Швеции
Конститу́ция Швеции (швед. Sveriges grundlagar) — основной закон Швеции, состоящий из четырёх нормативных актов:
- Акт о престолонаследовании (швед. Successionsordningen), одобрен риксдагом 26 сентября 1810 года);
- Акт о свободе печати (швед. Tryckfrihetsförordningen), одобрен в 1949 году;
- Акт о форме правления (швед. Regeringsformen), одобрен в 1974 году;
- Акт о свободе выражения взглядов (швед. Yttrandefrihetsgrundlagen), одобрен в 1991 году.

Акт о риксдаге 1974 года занимает промежуточное положение между основным законом и обычным статутным правом.
Акт о форме правления является самым важным конституционным документом. Он вступил в силу в 1975 году, сменив Акт о форме правления от 1809 года.

## История
Конституционная реформа с принятием нового Акта о форме правления от 1975 года не закончилась: в 1976 и 1979 годах риксдаг проголосовал за введение отдельных поправок к конституции, главной целью которых стало укрепление конституционной защиты прав и основных свобод человека.
Закон о престолонаследии, принятый в 1810, был дополнен в 1979 положением, которое позволяет женщине управлять страной в качестве монарха.
Четыре основных акта могут быть изменены только при одобрении на двух последовательных сессиях законодательного органа, между которыми должны пройти всеобщие выборы.